# Bolma rugosa
Espèce
Bolma rugosa est une espèce de mollusques gastéropodes de la famille des Turbinidae, vivant dans presque toute la Méditerranée. 
Il est renommé pour l'opercule calcaire très dur qu'il utilise pour fermer sa coquille. Celui-ci, souvent appelé « œil de Sainte Lucie », est utilisé pour fabriquer des bijoux.

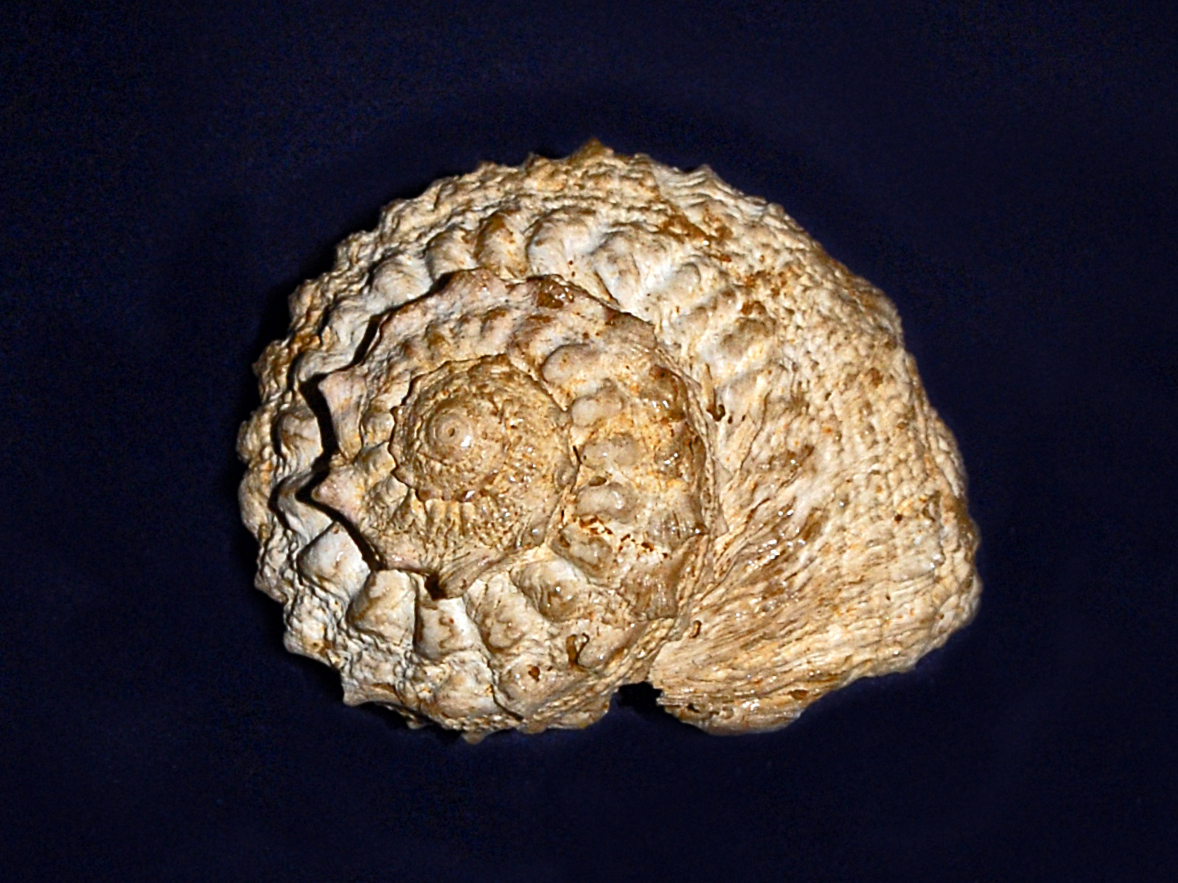
Coquille
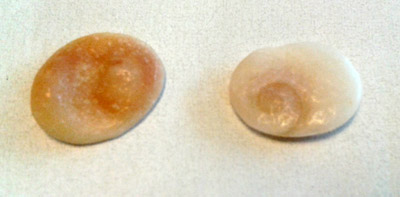
Opercules
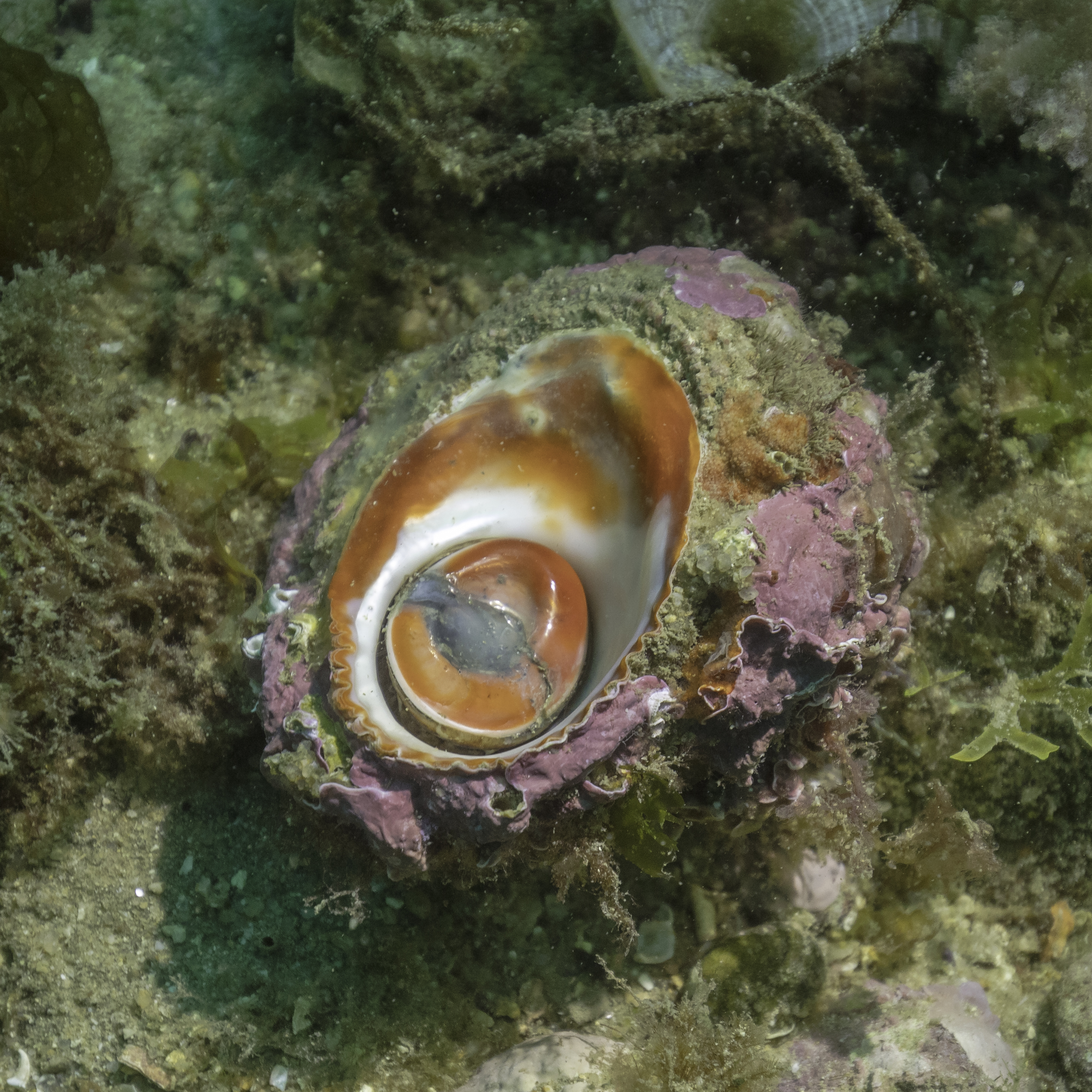
Spécimen vivant